# Bogdan Milutinović
Bogdan Milutinović pl. Milovsky, baron pl. Weichselburg (nemško Theodor Milutinovich von Milovsky, Freiherrn von Weichselburg, slovensko Bogdan baron Milutinovič, pl. Višnjegorski, srbsko Богдан Милутиновић), avstrijski podmaršal, * 23. maj 1766, Surduk, današnja Srbija, † 7. november 1836, Temišvar, današnja Romunija.

## Življenje in delo
Bogdan Milutinović se je proslavil v vojni Avstrijskega cesarstva proti Francozom v Ilirskih provincah, na območju današnje Slovenije. Takrat še kot polkovnik je sodeloval v bitkah pri Šmarju, Višnji gori in Gorici.
Za zasluge je bil odlikovan z Vojaškim redom Marije Terezije, 12. decembra 1815 pa je bil povzdignjen v plemiški stan s stopnjo baron in predikatom von Weichselburg (pl. Višnjegorski).
20. septembra 1830 je bil povišan v čin podmaršala (feldmaršallajtnant).